# Iteroparidade e semelparidade
Iteroparidade e semelparidade são duas diferentes estratégias reprodutivas empregadas pelos organismos. Espécies iteróparas são caracterizadas por repetidos eventos de reprodução durante sua vida, enquanto semélparas apresentam apenas um único evento reprodutivo, muitas vezes seguido da morte do indivíduo.
Iteroparidade e semelparidade não são duas estratégias alternativas, e sim os extremos de um gradiente de possibilidades adotadas na reprodução. Por exemplo, enquanto algumas espécies semélparas morrem após a reprodução, em decorrência da alocação total de recursos para maximizar a reprodução, outras sobrevivem após a paridade, e em casos específicos, são capazes de se reproduzir novamente.
Na botânica, usualmente o termo iteroparidade é substituído por policarpia, e semelparidade por monocarpia.

## Visão Geral

### Iteroparidade
Do latim itero (“repetir”) e pario (“dar a luz”), o termo iteroparidade descreve organismos cuja estratégia reprodutiva envolve vários eventos reprodutivos, que muitas vezes podem se fundir em um único período prolongado de atividade reprodutiva. Durante estes períodos, o indivíduo continua a investir na sua sobrevivência e, possivelmente, no seu crescimento, e após cada período, há boas chances de sobreviver para se reproduzir novamente.
Em muitas espécies de plantas e animais, principalmente de regiões temperadas, o período reprodutivo é sazonal, e marcado por condições naturais atreladas às diferentes estações do ano, e esta periodicidade normalmente garante que a prole seja gerada quando os recursos sazonais estejam mais abundantes. Já em regiões equatoriais úmidas, onde há baixa variação sazonal em fatores como temperatura, precipitação e fotoperíodo, é comum encontrar espécies que se reproduzem ao longo do ano todo.

#### Humanos: animais iteróparos
Um dos exemplos mais simples que se pode citar de iteroparidade é o da espécie humana (Homo sapiens). Os humanos potencialmente podem se reproduzir por toda a sua vida, em diversos eventos de reprodução. Uma observação interessante é que os humanos do sexo masculino possuem uma produção ilimitada de gametas, enquanto os humanos do sexo feminino possuem a capacidade de produção de óvulos limitada, passando por um processo denominado menopausa.
Ao gerarem um filho, os indivíduos continuam investindo na sua sobrevivência e ainda apresentam um comportamento de cuidado parental, elevando a taxa de sobrevivência da prole.

#### Goiabeira: um exemplo de policarpia das plantas
Muitas plantas possuem capacidade de se reproduzir em diversos eventos de reprodução, possuindo em certos casos, certa sazonalidade. As goiabeiras (Psidium guajava) são um exemplo de plantas caracterizadas por policarpia. São plantas arbóreas, naturais da América do Sul e que habitam naturalmente solos úmidos. Suas flores surgem anualmente, geralmente a partir do final de setembro a meados de novembro.
Após a produção de frutos com sementes, que servem de alimento para diversos animais, a planta permanece viva e, na época de floração do ano seguinte, ela se reproduz novamente.

### Semelparidade
Em espécies semélparas, do latim semel (“uma vez”) e pario (“dar a luz”), os indivíduos apresentam somente um único evento reprodutivo ao longo de suas vidas. Ao chegar a este período reprodutivo, os organismos deixam de investir recursos no seu crescimento, e investem muito pouco em sobrevivência, priorizando a reprodução.

#### O caso do Salmão do Pacífico

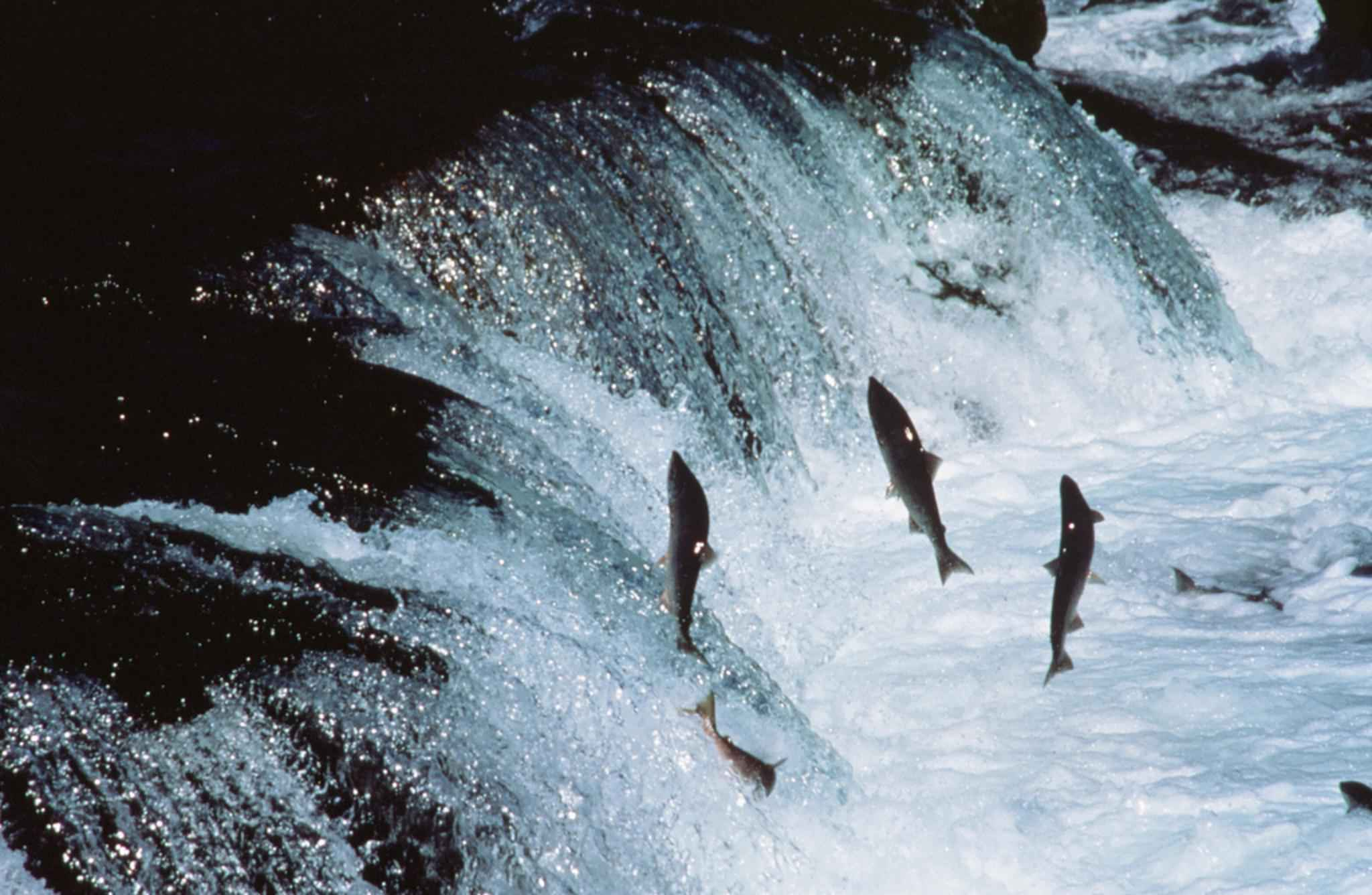
Salmão Oncorhynchus nerka
subindo para local de desova

O exemplo mais conhecido de semelparidade vem de alguns salmões do gênero Oncorhynchus que podem viver anos no oceano Pacífico, até atingir o período reprodutivo e migrarem, contra a corrente, em direção a rios de água doce. Após alcançarem o local de desova e se reproduzirem, os salmões adultos morrem dias ou semanas depois. Sua prole passa dias ou anos em água doce, dependendo da espécie, e então migram para o oceano, onde crescem e atingem maturidade sexual, e o ciclo se repete.
As fêmeas dos salmões são altamente especializadas em produzir uma quantidade gigantesca de ovos, uma vez que irão se reproduzir apenas uma vez na vida, e depois morrer. Algumas fêmeas, como do salmão-rosado (Oncorhynchus gorbuscha) chegam a produzir cerca de 1200 ovos, e as fêmeas de salmão-rei (Oncorhynchus tshawytscha) podem desovar mais de 17000 ovos.
Em algumas espécies de salmão, como por exemplo na espécie do salmão-vermelho (Oncorhynchus nerka), os machos sofrem diversas mudanças dramáticas na condição morfológica e fisiológica de seu corpo durante a migração. Ocorre um aumento de massa corporal, formando-se algo semelhante a uma corcova no dorso do animal, sua aparência prateada brilhante é trocada por uma intensa cor vermelha e o processo de espermiação se inicia. Além disso, o comportamento do macho muda, sendo que ele se associa a uma fêmea e a defende de outros machos.
Após gastarem toda sua energia com a desova, machos e fêmeas acabam morrendo, sendo que esse padrão de reprodução é chamado de morte programada, uma vez que a morte é uma consequência direta dos conjuntos de regras e escolhas feitos pelo organismo para maximizar o sucesso reprodutivo.

#### Um exemplo de monocarpia: a semelparidade das plantas

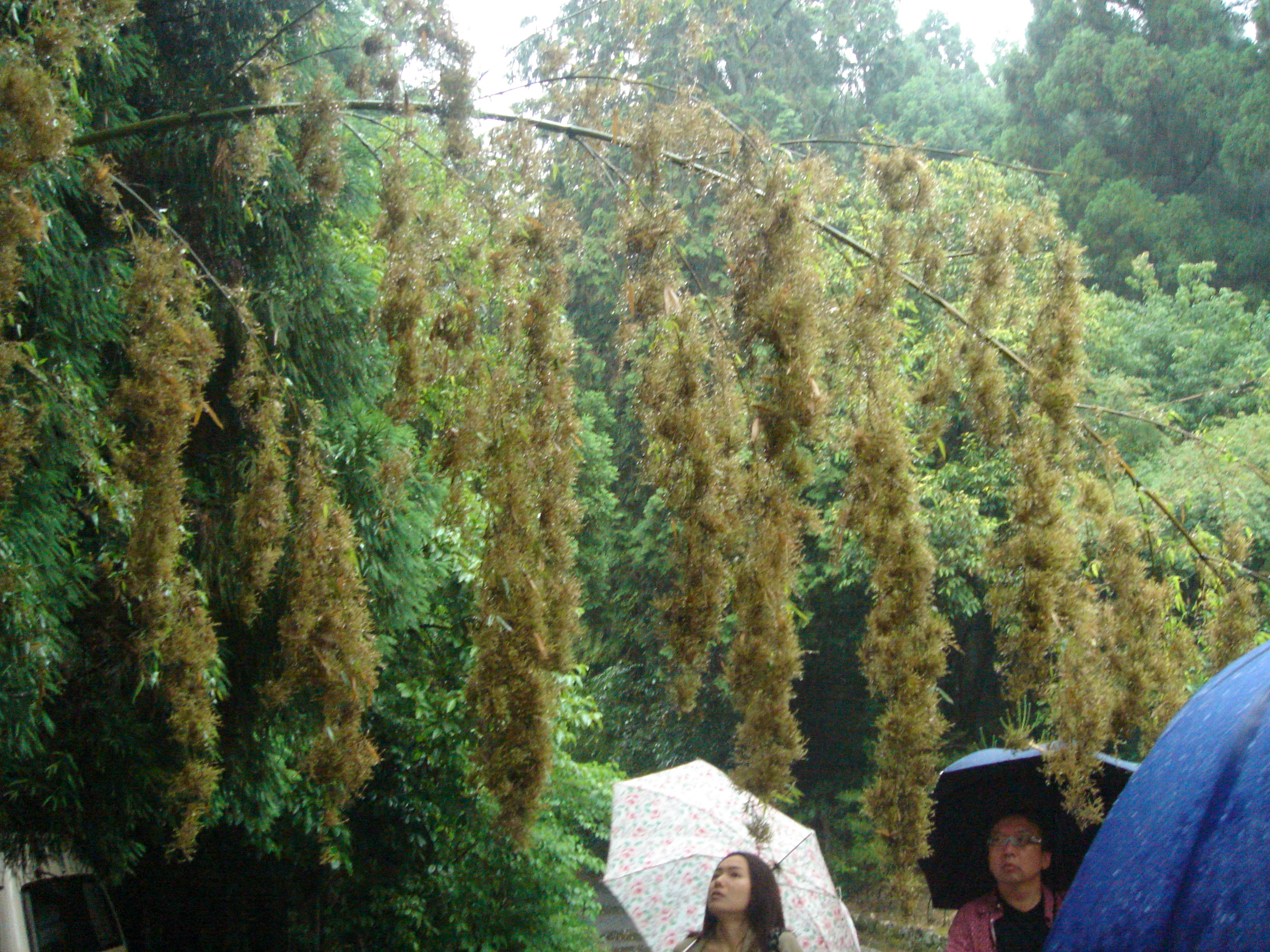
Inflorescência de Bambu

Algumas plantas, como por exemplo os bambus, também são semélparas. Assim como os salmões, estes organismos investem seus recursos de forma tão intensa na reprodução que morrem após o período reprodutivo, e garantem a sobrevivência da prole e a existência da espécie.
A maioria das espécies de bambus habita, originalmente, regiões de climas temperados quentes ou tropicais e formam densas aglomerações (denominadas toiças) em habitats perturbados. Eles geralmente crescem de forma assexuada (crescimento vegetativo), projetando diversos brotos e novos caules, até que em determinado momento, o crescimento vegetativo se torna limitado, e a planta então produz flores.
Para garantir que os grãos de pólen alcancem flores de plantas distantes, ocorre o que se chama de reprodução síncrona, onde todos os indivíduos se reproduzem na mesma época do ano. Esse tipo de estratégia pode facilitar, então, a polinização (uma vez que todos os indivíduos estarão produzindo flores) e a formação de muitos frutos e sementes, saturando os predadores de alimentos, que não conseguirão consumir todas as sementes. Após todo este processo, a planta morre.

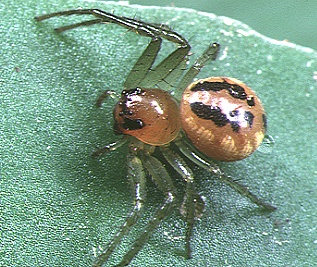
Aranha-caranguejo do gênero Lysiteles.

#### As aranhas-caranguejo: animais semélparos com iteroparidade facultativa
Ao que revelam certas pesquisas, alguns animais semélparos possuem a capacidade de produzir uma segunda prole, processo denominado de iteroparidade facultativa. As aranhas- caranguejo (Lysiteles coronatus) são artrópodes predadores de emboscada. Em época de reprodução, as fêmeas guardam seus ovos em folhas dobradas e os protegem contra outras aranhas e insetos predadores. Esse cuidado parental pode contribuir significativamente com a sobrevivência dos filhotes, porém isso pode custar para a fêmea uma perda aproximada de 11% de seu peso corporal. Por ser um animal semélparo, ao terminar o período reprodutivo e o cuidado parental com a prole, a fêmea morre.
Entretanto, em caso da perda dos ovos por predação ou parasitismo, as fêmeas podem expressar iteroparidade facultativa, mesmo se as condições forem desfavoráveis. Com isso, elas produzem uma nova geração de aranhas-caranguejo e garantem a perpetuação da espécie.

## Comparação das Estratégias

### Seleção r/K
A classificação das espécies como semélparas ou iteróparas se relaciona com o conceito de seleção r e k, modelo em que a pressão seletiva irá direcionar a evolução para uma seleção r, na qual o indivíduo r-estrategista está em um habitat não constante; ou seleção k, na qual o indivíduo k-estrategista vive em um hábitat mais estável.
Os indivíduos r-estrategistas vivem em um habitat imprevisível, em que as populações têm períodos de rápido crescimento ou alta mortalidade, por mudança das condições locais. O custo de reprodução desses habitats é baixo, e insensível ao tamanho da prole. A tendência dos indivíduos r-estrategistas é que sejam semélparos, com prole mais numerosa e de tamanho menor.

Um exemplo de semelparidade são os efemerópteros. Eles são hemimetábolos, modo de desenvolvimento que inclui os estágios de ovo, ninfa e adulto. Os ovos são postos na água, e o estágio de ninfa pode durar algumas semanas ou até mesmo quase um ano. Esse estágio é o único na qual ela se alimenta. Quando adulto, o indivíduo apresenta seus órgãos sexuais totalmente desenvolvidos, e apresentam outras características, como asas com aspecto cristalino. Eles vivem por poucas horas ou dias, apenas para se reproduzirem.

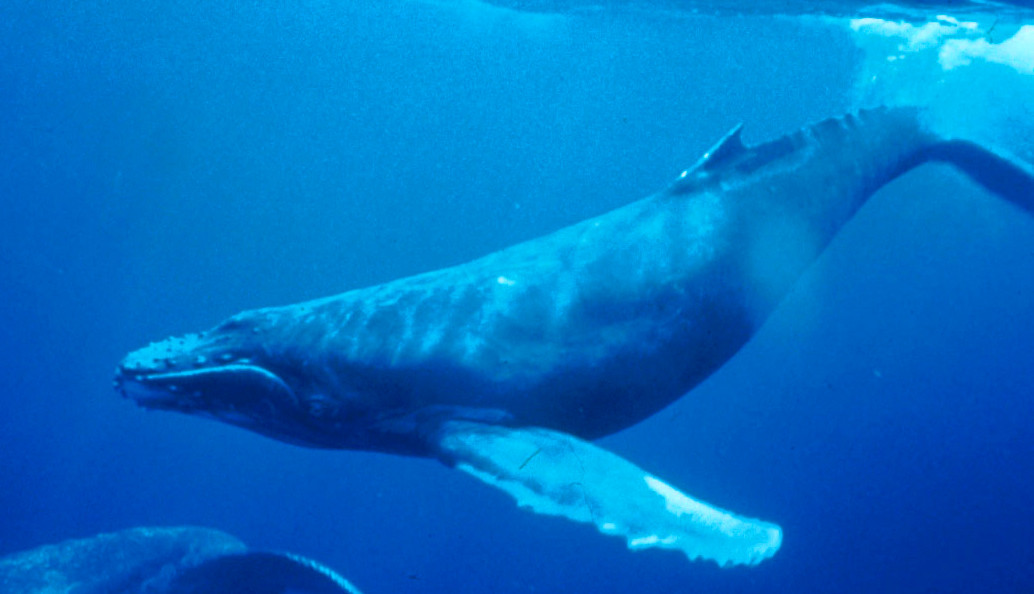
Baleia-jubarte

Como os indivíduos K estrategistas vivem em um habitat constante que apresenta uma alta competição, o custo de reprodução da população é alto e o tamanho da prole é decisivo para a sobrevivência dela. Logo, a tendência é que os indivíduos k-estrategistas sejam iteróparos, com prole menos numerosa e de tamanho maior.
Um exemplo de espécie iterópara é a baleia Jubarte (Megaptera novaeangliae), que chega ao Brasil entre os meses de julho e novembro para a reprodução, que ocorre ao longo da costa nordeste. A maturidade sexual ocorre entre 4 e 6 anos de idade, e a gestação tem duração de 11 a 12 meses. Após o nascimento, a fêmea cuida do filhote por meses, já que sozinho ele pode morrer pelo ataque de predadores ou inanição. A fêmea espera que o filhote cresça e crie uma camada de gordura para que ele consiga acompanhá-la em uma viagem até as áreas de alimentação, onde ela ensinará as técnicas para a captura do krill.

### Iteroparidade x Semelparidade

#### Compromisso /Trade-offs
Os organismos possuem recursos e tempo limitados à sua disposição e, ao alocar estes recursos em determinada função ou característica, a sua disponibilidade para outras áreas se torna comprometida. Esse compromisso, ou trade-off, em inglês, é uma relação entre duas características da história de vida do organismo, onde o investimento em uma é feito em detrimento de outra. Esse compromisso já foi registrado em diversos grupos, um exemplo são os trabalhos realizados com a drosófila (Drosophila melanogaster), onde as moscas cujo período reprodutivo se iniciou mais cedo possuíam também uma menor longevidade.
De modo geral, o investimento em reprodução reduz a sobrevivência ou o crescimento do organismo, e o atraso no início do período reprodutivo resulta em indivíduos maiores ou mais longevos. A forma como os recursos são alocados não é feita de forma racional pelos organismos, mas sim selecionada pelo ambiente e suas pressões sobre os organismos. Uma mesma espécie pode apresentar diferentes formas de alocação de recursos - por exemplo, atingir maturidade reprodutiva antes - de acordo com o ambiente no qual ela está, a seleção destas adaptações dos organismos acabou gerando diferentes estratégias reprodutivas, a semélpara e a iterópara.

#### Seleção da Iteroparidade e da Semelparidade
Organismos semélparos são favorecidos por habitats onde a mortalidade do adulto é indiscriminada e inevitável independentemente do tamanho do adulto ou quando indivíduos maiores são mais suscetíveis à predação. Logo, retardar o início do período reprodutivo para um maior crescimento é inútil, e é mais interessante aos organismos focar seus esforços em reprodução.

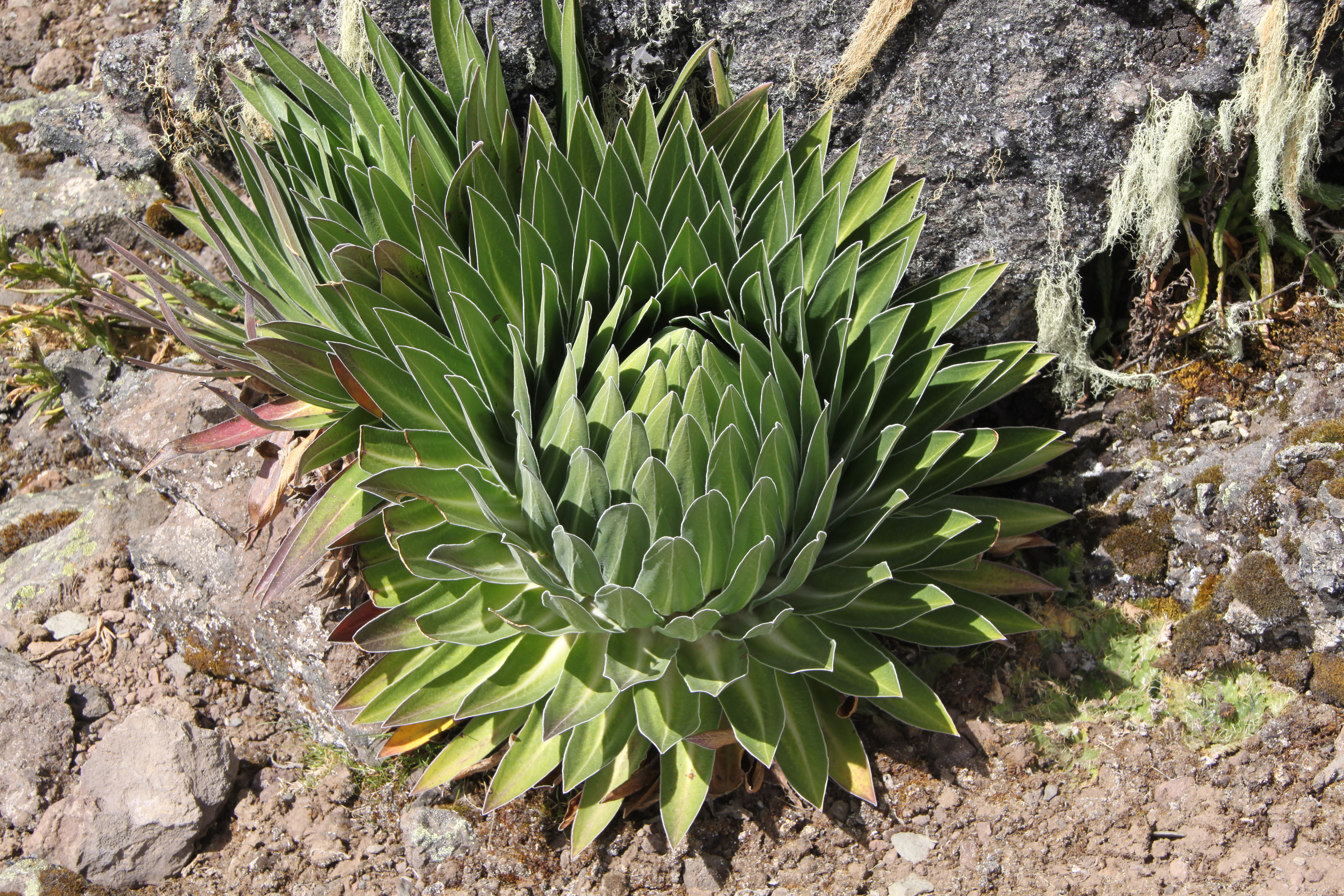
Lobelia telekii, espécie iterópara encontrada no Monte Quênia

Já em habitats onde o tamanho do indivíduo favorece sua reprodução, como em casos de competição entre machos, ou diminuição do risco de predação, são favorecidos os organismos que têm um período reprodutivo mais tardio, permitindo que atinjam um maior tamanho e, consequentemente, maior probabilidade de se reproduzir. Entretanto, para que iteróparos sejam favorecidos pela reprodução tardia e múltipla, é necessário que a soma desses eventos reprodutivos gere um número de prole maior do que o gerado em um evento reprodutivo único de organismos semélparas.
Um bom exemplo dessa seleção são duas espécies do gênero Lobelia, encontradas no Monte Quênia. Ambas as espécies levam de 40 a 60 anos para atingir a maturidade sexual, mas uma é semélpara (L. telekii) e a outra iterópara (L. keniensis), se reproduzindo a cada período de 7 a 14 anos, porém a L. telekii produz quatro vezes mais o número de sementes que sua parente iterópara. Em regiões mais secas e que apresentam menores taxas de sobrevivência dos adultos, há predominância da espécie semélpara, enquanto nas regiões mais úmidas, com maior sobrevivência dos adultos, a iterópara predomina.

#### Iteroparidade x Semelparidade
Embora entre semelparidade e iteroparidade haja um contínuo de estratégias adotadas por diferentes organismos, é possível comparar estes extremos e em analisar em quais situações um ou outro é favorecido.
A iteroparidade tem melhor desempenho em ambientes relativamente estáveis, onde a taxa de sobrevivência de adultos é maior. A perda de um juvenil é relativamente mais custosa que na semelparidade, mas o fato dos pais continuarem a investir em sobrevivência aumenta as chances de que sobrevivam para próximos eventos reprodutivos, onde a perda da prole pode ser compensada.
Já a semelparidade tem vantagem em ambientes instáveis, ou onde os adultos têm uma longevidade relativamente menor, por exemplo, devido à predação. Nela, a prole é mais frágil, porém a grande quantidade gerada garante com que a perda de parte dos juvenis não seja tão significativa.